# Aleksandr Zarchi
Aleksandr Grigor'evič Zarchi (San Pietroburgo, 18 febbraio 1908 – Mosca, 27 gennaio 1997) è stato un regista cinematografico sovietico.

## Filmografia (parziale)

### Regista
- Il deputato del Baltico, co-regia di Iosif Efimovič Chejfic (1936)
- Vysota (1957)
- Ljudi na mostu (1959)
- Moj mladšij brat (1962)
- Goroda i gody (1973)
- Povest' o neizvestnom aktёre (1976)
- 26 giorni della vita di Dostoevskij (Dvadtsat shest dney iz zhizni Dostoevskogo, 1981)